# 青沼站
青沼站（日语：／ Aonuma eki */?）是一個位於長野縣佐久市入澤，屬於東日本旅客鐵道（JR東日本）小海線的鐵路車站。

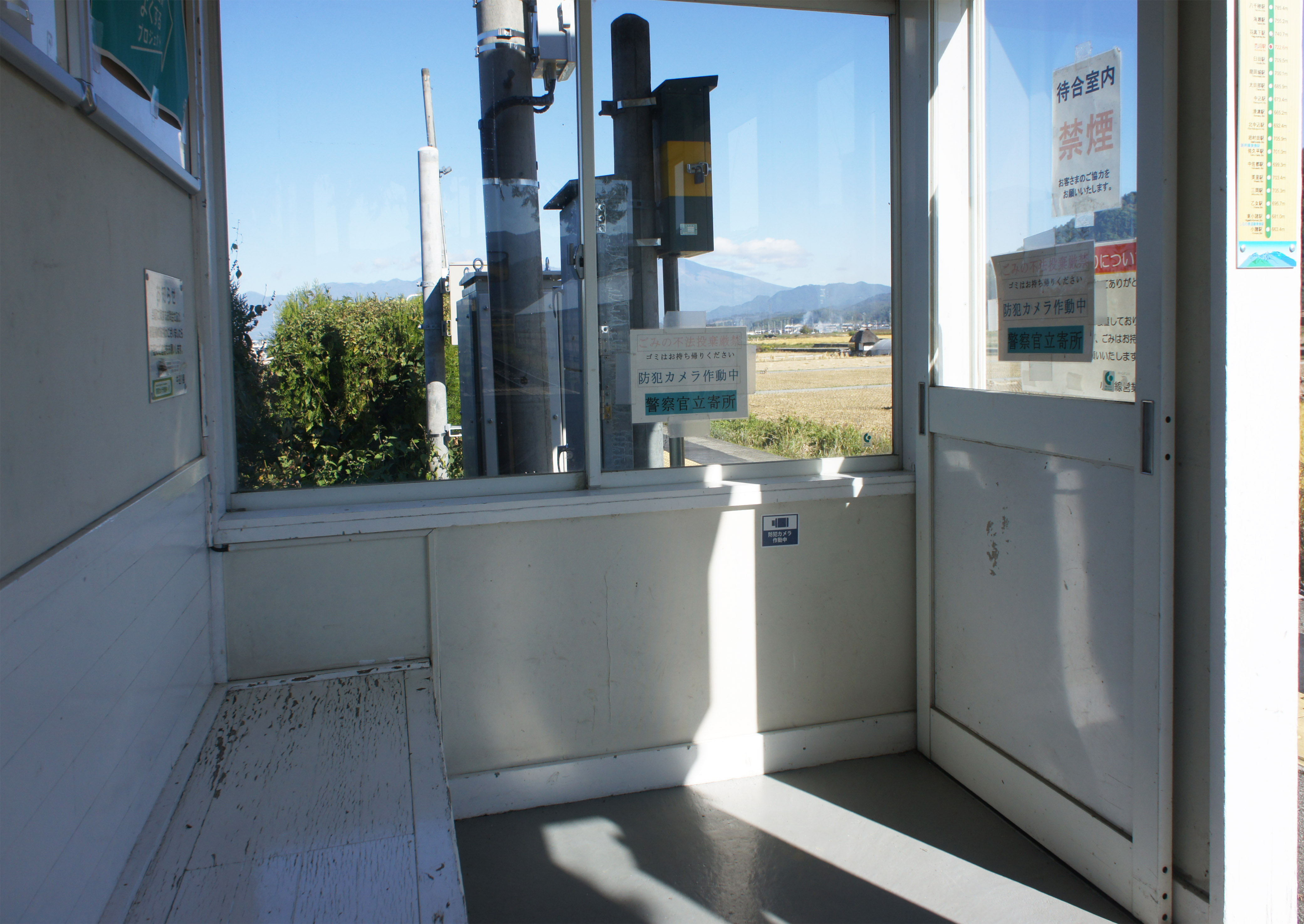
候車室内(2021年10月)

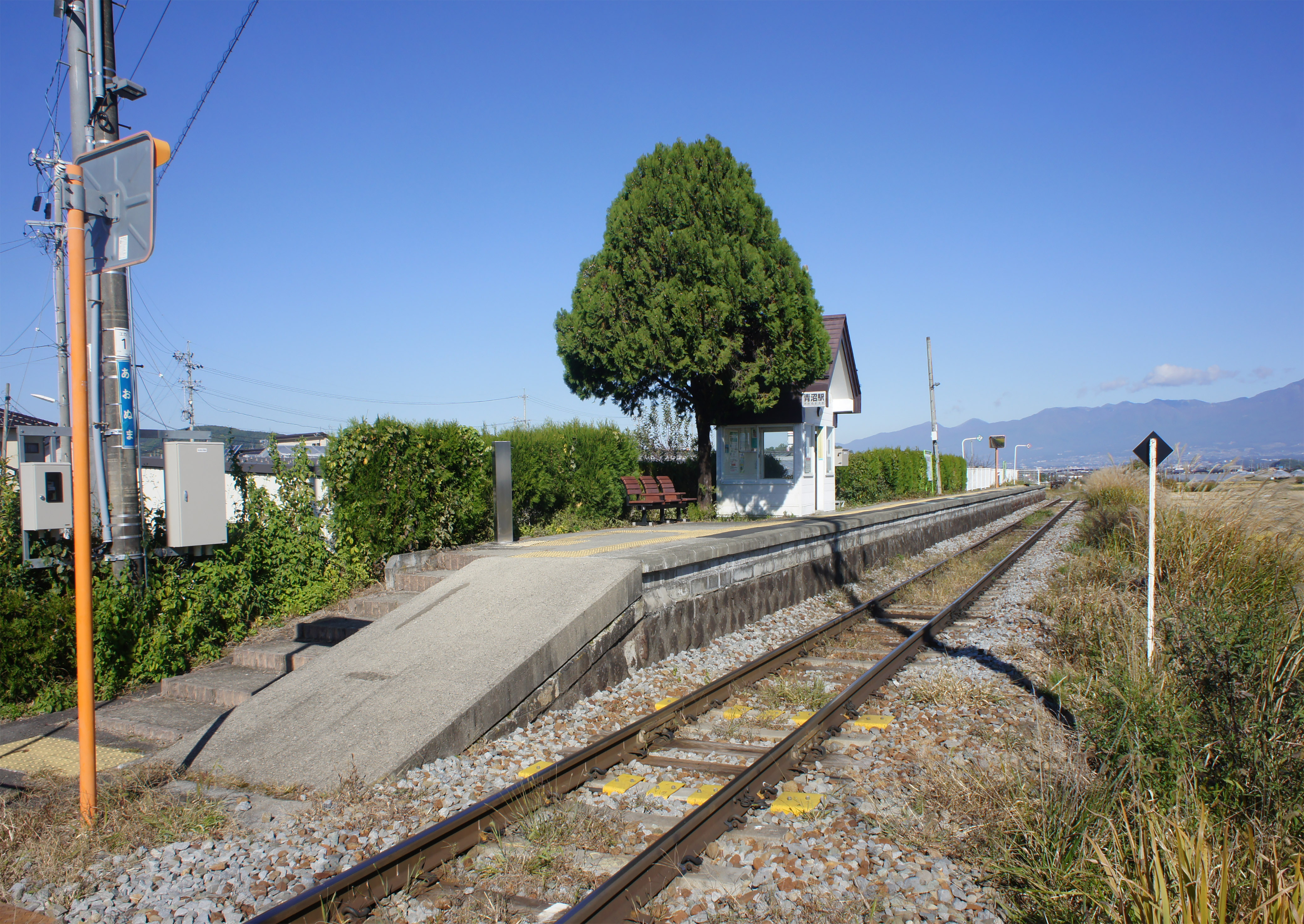
月台全景(2021年10月)

## 車站結構
側式月台1面1線的地面車站。月台設於往小淵澤方向的右側。是無人站。

## 相鄰車站
東日本旅客鐵道
■小海線
羽黑下－青沼－臼田